# Code pénal
De Code pénal (C.P.), in Nederland ook wel Wetboek van Strafregt, was een oorspronkelijk Franse strafwet die op 1 januari 1811 in het Eerste Franse Keizerrijk in werking trad.
Na de inlijving van het Koninkrijk Holland werd Willem Bilderdijk gevraagd de Code pénal in het Nederlands te vertalen, zodat het in de Hollandse departementen kon worden ingevoerd. Nadat de vertaling voltooid was, trad de Code op 1 maart 1811 aldaar in werking. Het Wetboek werd na het uiteenvallen van het Franse Keizerrijk provisorisch door het Gesel- en worgbesluit in het Soeverein Vorstendom der Verenigde Nederlanden (en het latere Koninkrijk der Nederlanden) gehandhaafd.
De Code werd in België vervangen door het Strafwetboek van 1867. In Nederland zou het tot 1886 duren voordat de Code vervangen werd door het Nederlandse Wetboek van Strafrecht.

## Code pénal in Frankrijk
De Franse Revolutie van 1789 vormde een opmaat voor de latere Code pénal van 1810. In de Déclaration des droits de l’homme et du citoyen vond het legaliteitsbeginsel uitdrukking. Volgens het legaliteitsbeginsel konden alleen handelingen die vooraf in een wet strafbaar waren gesteld bestraft worden. De ideeën uit de Déclaration leidden tot de vaststelling van het eerste Franse strafwetboek, de Code pénal van 1791 (Code Lepeletier), die uiting gaf aan diverse verlichtingsidealen. De Code Lepeletier werd in 1795 alweer vervangen door de Code des délits et des peines van 1795 (Code Merlin). De Code Merlin kenmerkte zich door zwaardere vaste straffen per delict waarbij voor de rechter geen beleidsvrijheid overbleef om zelf de hoogte van de straf te bepalen.
In 1799 pleegde Napoleon zijn befaamde staatsgreep. In 1801 stelde hij een staatscommissie in die moest komen tot nieuwe strafwetgeving. Het werk van de commissie resulteerde in de Code d'instruction criminelle van 1808 (Wetboek van Strafvordering) en de Code pénal van 1810, die beide op 1 januari 1811 in werking traden. De C.P. stoelde zwaar op de strafrechttheorieën van Jeremy Bentham en op generale preventie. Daardoor kenmerkte hij zich door een verdere verzwaring van het sanctiestelsel. Wrede lijfstraffen, zoals het brandmerk, werden weer ingevoerd. Al snel vond dan ook de bijnaam "code de fer" ingang (ijzeren wetboek). Wel werd de eerdere mechanische toepassing van straf door de strafrechter vervangen door per delict speciale strafmaxima en -minima vast te stellen.
De Code pénal 1810 heeft nog tot 1 maart 1994 in Frankrijk gegolden. Op die datum werd hij vervangen door de Nouveau Code pénal.

## Code pénal in Nederland
Na de Bataafse omwenteling van 1795 ontstond ook in Nederland de codificatiedrang. In de Staatsregeling voor het Bataafsche Volk stond dat er binnen twee jaar een nieuw 'Lijfstraffelijk Wetboek' moest worden ingevoerd. Daartoe werd in 1798 een codificatiecommissie ingesteld. Het zou door omstandigheden echter tot 1804 duren voordat de commissie haar ontwerp-Lijfstraffelijk Wetboek bij het Staatsbewind indiende. Het ontwerp kenmerkte zich door een bijzondere uitvoerigheid en leerstelligheid, maar werd om diezelfde redenen (het zou te detaillistisch wezen) afgekeurd. In 1807 werd nog getracht om het ontwerp-wetboek om te werken, maar dat mocht niet baten. Een heel nieuw ontwerp werd gemaakt dat in 1809 ingevoerd werd als Crimineel Wetboek voor het Koningrijk Holland.
In 1810 werd het Koninkrijk Holland in het Eerste Franse Keizerrijk ingelijfd. Als gevolg daarvan moest ook de Code pénal 1810 in de Hollandse departementen gaan gelden. Daarom werd aan Willem Bilderdijk gevraagd om de Code pénal 1810 in het Nederlands te vertalen. Na completering van dat werk trad de Code – vertaald als Wetboek van Strafregt – op 1 maart 1811 in werking.  In 1813 werd Napoleon verdreven en werd het Soeverein Vorstendom der Verenigde Nederlanden opgericht. In de hoedanigheid van soeverein vorst der Nederlanden vaardigde Willem I op 11 december 1813 het Gesel- en worgbesluit uit. In dat besluit werd de C.P. provisorisch 'tot dat daaromtrent nader zal zijn voorzien' gehandhaafd.
Diverse voorstellen om de C.P. te vervangen werden gedaan (met name in 1815, 1827, 1840, 1847 en 1859), maar geen ervan was succesvol. Intussen was de Code door vele wijzigingen een lappendeken geworden waardoor hij in de praktijk lastig te hanteren werd. Op 28 september 1870 werd daarom een staatscommissie benoemd die als doel had het ontwerpen van een nieuw strafwetboek (Commissie-De Wal). Het ontwerp-Wetboek van Strafrecht was in 1875 gereed en werd in 1879 aan de Tweede Kamer aangeboden. In tegenstelling tot eerdere ontwerpen vormde het nieuwe ontwerp-Wetboek van Strafrecht een radicale breuk met de Code. Op 3 maart 1881 werd de wet die het nieuwe Wetboek van Strafrecht bevatte, ondertekend en op 1 september 1886 werd de oude Code pénal door het nieuwe wetboek vervangen.

## Code pénal in België
In 1830 begon de Belgische Revolutie waarin België zich onafhankelijk verklaarde van het Verenigd Koninkrijk der Nederlanden. In de Belgische Grondwet van 1831 werd opgenomen dat het noodzakelijk was om alle wetboeken binnen de kortst mogelijke tijd te herzien. In 1834 werd daartoe een commissie opgericht die de Code moest gaan herzien (onder voorzitterschap van Jacques-Joseph Haus). Het ontwerp was in 1864 klaar en in 1867 werd het nieuwe Strafwetboek aangenomen. Het wetboek volgde, ondanks enkele ingrijpende wijzigingen, in grote lijnen zijn voorganger.